# Блок на периодичната система
Блок на периодичната система се нарича съвкупността от химични елементи със сходно разположение на валентните електрони в атома. Сходството се основава на това, че валентните електрони с най-голяма енергия заемат атомни орбитали от един и същи тип. Терминът се появява за първи път в трудовете на френския физик Шарл Жане. В един и същи блок на периодичната таблица влизат съседни групи. Наименованията на блоковете съвпада с наименованието на характеристичната орбитала, заемана от валентните електрони, както следва:
- s-блок
- p-блок
- d-блок
- f-блок
- g-блок (хипотетичен)

Наименованията на блоковете и орбиталите (s, p, d, f и g) на свой ред е свързано с качествените характеристики на свързаните с тях спектрални линии: sharp (остра), principal (главна), diffuse (дифузна) и fundamental (фундаментална). Следващите наименования се дават по азбучен ред. Блоковете с елементи понякога се наричат семейства.
Редът на запълване на подслоевете в орбиталите се определя с правилото на Клечковски, което определя и линейния порядък на блоковете (според нарастването на атомния номер) в таблицата на Менделеев:
1s, 2s, 2p, 3s, 3p, 4s, 3d, 4p, 5s, 4d, 5p, 6s, 4f, 5d, 6p, 7s, 5f, 6d, 7p, …

## В периодичната система
Съществува приблизителна съвместимост между номенклатурата на блоковете въз основа на електронната конфигурация и групирането на елементите въз основа на химичните им свойства. S-блокът и p-блокът отговарят на главните групи елементи – 1, 2, 13 до 18, а d-блокът и f-блокът са второстепенните групи – от 3 до 12. Невинаги обаче това правило се смята за универсално. Някои учени поставят 12 група към главните групи, а не към второстепенните, докато други заключават, че 3 група трябва да се смята за главна, поради сходството на свойствата на елементите в тази група с тези на съседната 2 група. Групите (колоните) в f-блока (от 3 до 4 група) не са номерирани, като те често биват смятани за представители само на една група – група 3.
Теоретично е изчислено наличието и на g-блок, който не е показан в таблицата.
| Период    |           |           |        |        |        |        |        |        |        |        |        |        |        |        |        |        |        |        |  |  |
| 1         | 1 H       |           |        |        |        |        |        |        |        |        |        |        |        |        |        |        |        | 2 He   |  |  |
| 2         | 3 Li      | 4 Be      |        |        |        |        |        |        |        |        |        |        | 5 B    | 6 C    | 7 N    | 8 O    | 9 F    | 10 Ne  |  |  |
| 3         | 11 Na     | 12 Mg     |        |        |        |        |        |        |        |        |        |        | 13 Al  | 14 Si  | 15 P   | 16 S   | 17 Cl  | 18 Ar  |  |  |
| 4         | 19 K      | 20 Ca     | 21 Sc  | 22 Ti  | 23 V   | 24 Cr  | 25 Mn  | 26 Fe  | 27 Co  | 28 Ni  | 29 Cu  | 30 Zn  | 31 Ga  | 32 Ge  | 33 As  | 34 Se  | 35 Br  | 36 Kr  |  |  |
| 5         | 37 Rb     | 38 Sr     | 39 Y   | 40 Zr  | 41 Nb  | 42 Mo  | 43 Tc  | 44 Ru  | 45 Rh  | 46 Pd  | 47 Ag  | 48 Cd  | 49 In  | 50 Sn  | 51 Sb  | 52 Te  | 53 I   | 54 Xe  |  |  |
| 6         | 55 Cs     | 56 Ba     | 71 Lu  | 72 Hf  | 73 Ta  | 74 W   | 75 Re  | 76 Os  | 77 Ir  | 78 Pt  | 79 Au  | 80 Hg  | 81 Tl  | 82 Pb  | 83 Bi  | 84 Po  | 85 At  | 86 Rn  |  |  |
| 7         | 87 Fr     | 88 Ra     | 103 Lr | 104 Rf | 105 Db | 106 Sg | 107 Bh | 108 Hs | 109 Mt | 110 Ds | 111 Rg | 112 Cn | 113 Nh | 114 Fl | 115 Mc | 116 Lv | 117 Ts | 118 Og |  |  |
|           |           |           |        |        |        |        |        |        |        |        |        |        |        |        |        |        |        |        |  |  |
| Лантаниди | Лантаниди | Лантаниди | 57 La  | 58 Ce  | 59 Pr  | 60 Nd  | 61 Pm  | 62 Sm  | 63 Eu  | 64 Gd  | 65 Tb  | 66 Dy  | 67 Ho  | 68 Er  | 69 Tm  | 70 Yb  |        |        |  |  |
| Актиниди  | Актиниди  | Актиниди  | 89 Ac  | 90 Th  | 91 Pa  | 92 U   | 93 Np  | 94 Pu  | 95 Am  | 96 Cm  | 97 Bk  | 98 Cf  | 99 Es  | 100 Fm | 101 Md | 102 No |        |        |  |  |

| Фоновият цвят показва блока |        |        |        |
| s-блок                      | p-блок | d-блок | f-блок |

| Цветът на атомния номер показва агрегатното състояние на елемента (0 °C, 1 atm) |         |     |                 |
| Твърдо вещество                                                                 | Течност | Газ | Неизвестна фаза |

| Очертанието показва начина на възникване на елемента |            |            |
| Естествен                                            | При разпад | Синтетичен |

### s-блок
S-блокът е разположен от лявата страна на периодичната система и включва елементите от 1 и 2 групи, както и хелия. Хелият не е типичен представител на s-блока. Неговите свойства наподобяват тези на елементите от p-блока, поради завършената 1s2 орбитала и затова той е поставян като представител на p-блока – групата на благородните газове.
Повечето елементи от s-блока са силно реагиращи метали. Това свойство се дължи на електроните в техните най-външни орбитали. Първият период обаче е съставен от неметали. Водородът, като останалите представители на 1 група, е силно реактивоспособен, докато хелият е благороден газ и не встъпва в никакви реакции.
Елементите от s-блока са обединени от това, че техните валентни електрони са в s-орбиталата. Тази орбитала представлява сферичен облак, който може да съдържа само 1 двойка електрони – затова и s-блокът се състои от 2 групи (колони) в периодичната система. Елементите от група 1 са с 1 електрон в най-външната си орбитала и затова са по-силно реактивни от елементите в група 2, които са със запълнена външна орбитала.

### p-блок
P-блокът е разположен от дясната страна на периодичната система и включва елементите от група 13 до група 18.
P-блокът е мястото в периодичната система, където се среща най-голямото разнообразие от химични свойства. В p-блока се срещат елементи от трите типа – метали, металоиди и неметали. Обикновено елементите от р-блока са най-добре описани в отношение от типовете елементи или елементи на дадена група.
Елементите от p-блока се обединяват от факта, че техните валентни електрони (най-външни електрони) са в p-орбиталната зона. P-орбиталите се състоят от шест изпъкнали състояния, излизащи от централната точка при равномерно разположени ъгли. P-орбиталата може да има максимум шест електрона, поради което в p-блока има шест групи. Елементите в група 13, първата от групите на р-блока, имат един р-орбитален електрон. Елементите в група 14, втората група на р-блока, имат два р-орбитални електрона. Тенденцията продължава така, докато се стигне до група 18, която има шест p-орбитални електрони.

#### Слаби метали
Металите от р-блока имат типичните характерни черти на останалите метали – те са бляскави, добри проводници на топлина и елекричество и отдават лесно своите електрони. Обикновено тези метали имат високи точки на топене и лесно реагират с неметалите до образуване на йонни съединения. Йонните съединения се образуват, когато положителен метален йон се свързва с отрицателен неметален йон.
От металите на p-блока някои имат необикновени свойства. Галият е метал, който може да се стопи в дланта на ръката. Калаят е гъвкав и изключително полезен метал. Той е важен компонент на някои метални сплави, като бронз и бабит, както и при спояването и производство на станиол.

#### Металоиди
Металоидите притежават свойства както на метали, така и на неметали, но терминът „металоид“ няма строго определение. Всички елементи, които обикновено се признават като металоиди, са в р-блока: бор, силиций, германий, арсен, антимон и телур. Металоидите имат тенденция да имат по-ниска електрическа проводимост от металите, но по-висока от тази на неметалите. Те могат да образуват химически връзки, подобно на неметалите, но могат да се разтварят в метални сплави без ковалентно или йонно свързване. Металоидните добавки могат да подобрят свойствата на металните сплави, понякога парадоксално на собствените си металоидни свойства. Някои могат да дадат по-добра електрическа проводимост, по-висока устойчивост на корозия, пластичност или течливост в разтопено състояние и т.н. към съответната сплав.
Борът е с доста подобни на въглерода свойства, но е много рядък. Има много приложения, като например добавка към р-тип полупроводник.
Силицият е може би най-известният металоид. Това е вторият най-изобилен елемент в земната кора и една от основните съставки в стъклото. Използва се за производство на полупроводници – от превключватели на захранване или диоди, до микрочипове за компютри и други електронни устройства. Използва се също и в определени метални сплави – подобряване на свойствата на леене на алуминий. Силицият е толкова ценен в технологичната индустрия, че Силициевата долина в Калифорния, е наречена на него.
Германият има свойства, подобни на силиция, но този елемент е много по-рядък. Бил е използван поради своите полупроводникови свойства, почти като силиция, като германият дори е имал и някои превъзходства над силиция, но сега е рядко използван материал в индустрията.
Арсенът е токсичен металоид, който се използва през цялата история като добавка към метални сплави, бои и дори грим.
Антимонът се използва като съставка при леенето на сплави.
Телурът, подобно на арсена, германия и силиция се използва в производството на сплави и елементи от електрониката.
Полоният е радиоактивен металоид, който не намира особено приложение.

#### Неметали
Повечето неметали са от p-блока – въглерод, азот, фосфор, кислород, сяра, селен, както и всички елементи от групата на халогените и на благородните газове.

### d-блок
D-блокът е разположен по средата на периодичната система и включва всички елементи от група 3 до група 12. Тези елементи са известни като преходни метали, поради това че показват бавна преходност в техните свойства.
Елементите от d-блока са метали, които проявяват два или повече начина за образуване на химически връзки. Тъй като има относително малка разлика в енергията на различните d-орбитални електрони, броят на електроните, участващи в химично взаимодействие, може да варира. Това води до един и същи елемент, проявяващ две или повече окислителни състояния.
Елементите от d-блока се обединяват от факта, че всичките техните валентни електрони (най-външни електрони) са в d-орбиталната зона, но нямат p-орбитални електрони. D-орбиталата може да има максимум десет електрона, поради което d-блокът се състои от десет групи.

### f-блок
F-блокът е ляво-центриран в 32-колонната периодична система, но често се отбелязва с прибавянето на редици в 18 колонната периодична система. Тези елементи често се наричат вътрешни преходни метали, тъй като те осигуряват преход между s-блока и d-блока в шестия и седмия период, по същия начин, по който d-блока осигурява преход между s-блока и p-блока в четвъртия и петия период.
Познатите елементи от f-блока са в две серии – лантанидите за период 6 и радиоактивните актиниди за период 7. Всички те са метали. Тъй като f-орбиталните електрони са по-малко активни при определяне на химията на тези елементи, техните химични свойства се определят предимно от външните s-орбитални електрони. Следователно има много по-малка химическа променливост в рамките на f-блока, отколкото в рамките на p- или d-блоковете.
Елементите от f-блока се обединяват от факта, че всичките техните валентни електрони (най-външни електрони) са в f-орбиталната зона, но нямат p- и d-орбитални електрони. F-орбиталата може да има максимум 14 електрона, поради което f-блокът се състои от 14 колони в периодичната система.

### g-блок
G-блокът е хипотетичен блок от елементи в разширената периодична система, чиито външни електронни орбитали са позиционирани да имат от един до осемнадесет електрона в g-орбиталата, но нямат f-, d- или p-орбитални електрони.